# 聖托馬斯堂區 (牙買加)
聖托馬斯堂區（英語：Saint Thomas Parish）是牙買加的14個堂區之一，屬於薩里郡的一部分，位於該國東南部，北臨波特蘭堂區，東面和南面是加勒比海，西毗聖安德魯堂區，首府設於莫蘭特貝，面積742.8平方公里，2001年人口91,604。

## 外部連結
- Parish Information
- The statistical Institute of Jamaica （页面存档备份，存于）
- Political Geography （页面存档备份，存于）

17°54′N 76°26′W / 17.900°N 76.433°W